# 좌파대안당

좌파대안당(左派代案黨, 독일어: Alternative Linke, AL, 프랑스어: La Gauche, LG, 이탈리아어: La Sinistra, LS)은 스위스의 민주사회주의 정당이다. 스위스의 칸톤의회에서는 10석을 보유하고 있다.
2010년에 창당된 정당으로 당의 노선은 민주사회주의의 스펙트럼을 가지고 있으며 중앙당사는 베른에 위치한다.